# Yvon Ledanois
Yvon Ledanois (Montreuil-sous-Bois, 5 juli 1969) is een Frans voormalig wielrenner en huidig ploegleider, die beroepsrenner was tussen 1990 en 2001.

## Wielerloopbaan
In de Ronde van Spanje 1997 won Ledanois op een indrukwekkende manier de etappe naar de Alto de Sierra Nevada en eindigde als tiende in het eindklassement. In 2000 moest hij in de Ronde van Italië de strijd staken doordat hij tijdens zijn aanval in de vijfde etappe ten val werd gebracht door een motorrijder.
Sinds 2008 is hij ploegleider: eerst van Caisse d'Epargne en vervolgens van Movistar, de opvolger van dat team. Vanaf 2013 is hij ploegleider bij BMC.

## Belangrijkste overwinningen
1990
- Chateauroux-Limoges

1997
- 7e etappe Ronde van Spanje

## Resultaten in voornaamste wedstrijden
| Jaar | Ronde van Italië | Ronde van Frankrijk | Ronde van Spanje |
| ---- | ---------------- | ------------------- | ---------------- |
| 1990 |                  |                     |                  |
| 1991 |                  |                     |                  |
| 1992 | opgave           | 42e                 |                  |
| 1993 |                  | opgave              |                  |
| 1995 |                  | 30e                 |                  |
| 1996 |                  |                     |                  |
| 1997 |                  |                     | 10e (1)          |
| 2000 | opgave           |                     |                  |

| Jaar | Milaan-San Remo | Gent-Wevelgem | Amstel Gold Race |
| ---- | --------------- | ------------- | ---------------- |
| 1990 |                 |               |                  |
| 1991 |                 | 22e           |                  |
| 1992 |                 | 18e           | 11e              |
| 1993 | 16e             |               |                  |
| 1995 | 22e             |               |                  |
| 1996 | 90e             |               |                  |
| 1997 |                 |               |                  |
| 2000 |                 |               | 60e              |